# Diseveds kulle
Diseveds kulle i Heda socken i Östergötland är en kungshög.

## Beskrivning
Beskrivningen i fornsök ger informationen rund hög, ca 25 meter diameter med något oklar begränsning på grund av att högen är upplagd på en bergklack. Högen är cirka 4 meter hög. I mitten på högen en grop, 5 meter diameter och 0,75 meter djup. I norra sidan är en annan grop, 4 meter diameter och 0,4 meter djup, Mitt i den förstnämnda gropen står en avsågad flaggstång. Groparna omnämnda redan av P A Säve vid hans resa 1861. Högen fick benämningen Raä nr 5 i 1948 års fornminnesinventering. C F Nordenskjöld nämner högen i sin reseberättelse 1873 som finns i ATA. Vidare finns diarienummer 2320/1937, och diarienummer 447/1936 i ATA. Storhögarna är i området vid Tåkern spår efter den äldre bronsåldern ofta monumentalt placerade på höjdryggar i slättbygden. Diseveds kulle RAÄ 5 och Tjugby kulle RAÄ 2 i Heda socken är två typiska högar placerade med milsvid utsikt.

## Historik
I Antikvarisk Tidskrift nummer 1 skriver P A Säve om graven:
"Disene-kulle, i Kullängen, under Disene (Diseved) gård, hög, gräsbeklädd och vacker, omgifven af fem ekar, nedsjunken i toppen och rörd af skattsökare på norra sidan."
Birger Nerman beskriver i  artikeln En bronsåldersbygd med storhögar i Östergötland  Fornvännen 1936 graven: Ett ovanligt vackert ex. är den s. k. Diseveds kulle i Heda socken med en diameter av antagligen bortåt 40 m och en höjd av förmodligen inemot 5 m. Högen är avbildad i artikeln. Nerman menar alltså att högen är från bronsåldern.